# Arnold Ebiketie
Arnold Kevin Ebiketie (Yaundé, Camerún, 23 de enero de 1999) más conocido como Arnold Ebiketie, es un jugador profesional camerunés de fútbol americano, se desempeña en la posición de linebacker en Atlanta Falcons, en la National Football League (NFL).

## Carrera
Fue seleccionado en la Reunión Anual de Selección de Jugadores de la NFL de 2022. Hizo su debut profesional con el equipo Atlanta Falcons, lleva jugando dos temporadas.